# Morjärv
Morjärv est une localité de la commune de Kalix dans le comté de Norrbotten en Suède.
Sa population était de 201 habitants en 2010.